# Victorin Jasset
Victorin Hippolyte Jasset, né le 30 mars 1862 à Fumay (Ardennes) et mort le 22 juin 1913 dans le 14e arrondissement de Paris, est un réalisateur français.
Inventeur de la sérialisation de la fiction filmique,, il est l'un des précurseurs des films à épisodes axés sur le genre policier ou aventure.
Sa filmographie compte plus de 60 films dont la plupart sont aujourd'hui considérés comme perdus.

## Biographie
Victorin Jasset débute comme décorateur et costumier de théâtre et fait les pantomimes à l'Hippodrome de Montmartre, futur Gaumont-Palace, dont Vercingétorix, pantomime à grand spectacle, donnée à la soirée inaugurale le dimanche 13 mai 1900. En décembre 1901, on le retrouve comme costumier de la revue Les Avariétés de l'année au Ba-Ta-Clan puis, en mars 1903, comme organisateur du cortège de la fête du Bœuf Gras dans le quartier de la Villette et enfin règle, en mai 1905 dans Le Palais Hippique, une pantomime équestre à la Galerie des Machines.
Ensuite il entre aux Studios Éclair où il tourne des documentaires et en 1908 décide de porter à l'écran les histoires de Nick Carter d'après John Russel Coryell (1848-1924). Le succès est immédiat et il poursuit avec Les Merveilleux Exploits de Nick Carter. En 1909 il réalise Docteur Phantom puis Hérodiade.
C'est la série des Zigomar d'après Léon Sazie qui fait de Jasset, avant même les Fantômas de Louis Feuillade, le maître de la « série policière » sur grand écran. Il adapte aussi des romans historiques (Capitaine Fracasse), tourne des drames sociaux (Rédemption), des films d'aventures (Tom Butler, Balaoo d'après Gaston Leroux), et en 1912 une adaptation des aventures de la bande à Bonnot intitulée Bandits en automobile.
Il prône les plans américains, les coupes et la diversité des points de vue. Son style fait d'une narration simple pleine de rythme, une mise en scène fluide et un sens aigu du paysage font que certains historiens du cinéma le considèrent comme un précurseur du réalisme poétique.

## Filmographie partielle

### Comme assistant-réalisateur et décorateur
- 1905 : La Esmeralda d'Alice Guy
- 1906 : La Vie du Christ d'Alice Guy (pour ce film elle reçoit la médaille d'argent de la ville de Milan)

### Comme réalisateur
- 1908 : Beethoven

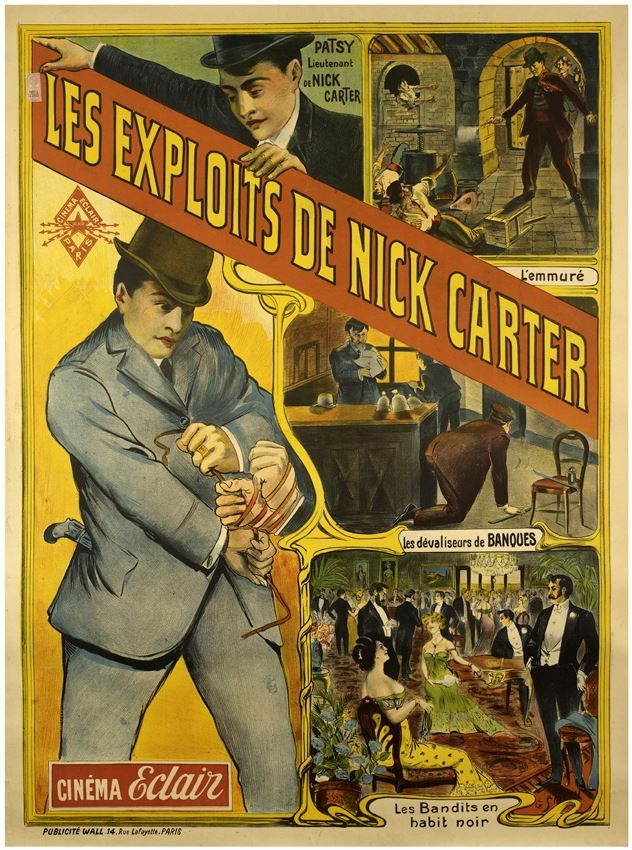
Affiche de Nick Carter, le roi des détectives.

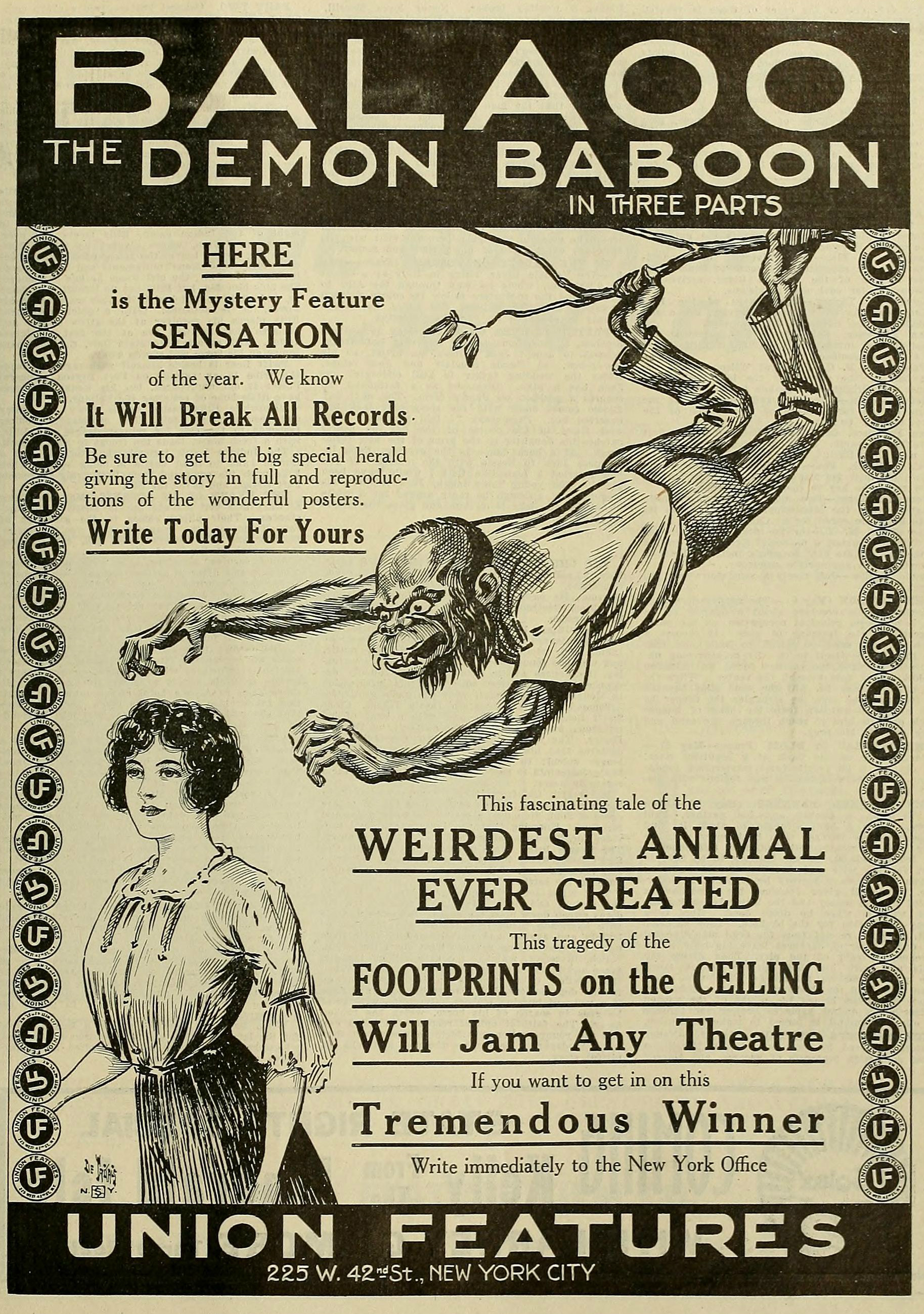
Affiche américaine de Balaoo (1913), adaptation cinématographique du roman de Gaston Leroux.

- 1908 : Nick Carter, le roi des détectives (6 épisodes), et Les Merveilleux Exploits de Nick Carter (3 épisodes)
- 1908 : Riffle Bill, le roi de la prairie (5 épisodes)
- 1909 : Le Vautour de la sierra (3 épisodes)
- 1909 : Meskal le contrebandier (3 épisodes)
- 1909 : Morgan le pirate (2 épisodes)
- 1909 : Le Capitaine Fracasse, d'après le roman homonyme de Théophile Gautier
- 1909 : Journée de grève
- 1909 : Don César de Bazan
- 1910 : Zigomar
- 1910 : Le Piège à loups
- 1910 : Le Gamin de Paris
- 1910 : L'Ensorceleuse
- 1910 : Eugénie Grandet, d'après le roman de Balzac
- 1911 : Zigomar roi des voleurs
- 1911 : César Birotteau, d'après le roman homonyme d'Honoré de Balzac, avec Émile Chautard
- 1912 : Le Mystère de Notre-Dame de Paris, coréalisé par Émile Chautard
- 1912 : L'Invisible
- 1912 : Bandits en automobile (en deux épisodes : La Bande de l'auto grise et Hors-la-loi)[10]
- 1912 : Au pays des ténèbres (sur la catastrophe de Courrières)
- 1912 : Zigomar contre Nick Carter
- 1913 : Zigomar peau d'anguille (le film est interdit après que Léon Sazie, jugeant l'adaptation de son roman infidèle et dégradante, ait gagné un procès contre la société de production, Eclair[11].
- 1913 : Balaoo, d'après le roman homonyme de Gaston Leroux
- 1913 : Protéa
- 1913 : Le Collier de Kali
- 1914 : Les Enfants du capitaine Grant

## Publications
- « Étude sur la mise en scène cinématographique », Ciné-Journal,‎ octobre-décembre 1911 (lire en ligne) Rééd. in Marcel Lapierre (éd.). Anthologie du cinéma. Paris : La Nouvelle édition, 1946, pp. 82–98.